# Gymnoclytia dubia
Gymnoclytia dubia är en tvåvingeart som först beskrevs av Reginald James West 1925.
Gymnoclytia dubia ingår i släktet Gymnoclytia och familjen parasitflugor. Inga underarter finns listade i Catalogue of Life.